# Eupalessa attenuata
Eupalessa attenuata là một loài bọ cánh cứng trong họ Cerambycidae.